# Цвєк Дарія Яківна
Дарія Яківна Цвек (10 жовтня 1909, Гримайлів, Королівство Галичини та Володимирії, Австро-Угорщина, нині Тернопільщина, Україна — 15 травня 2004, Івано-Франківськ, Україна) — українська кулінарка. Авторка низки популярних книг з рецептами, серед яких «Солодке печиво» та інші.

## Життєпис
Батько, Яків Маркевич, працював у Варшаві інспектором Міністерства скарбу; часто брав доньку із собою на великосвітські прийоми. З дитинства знала, що важливо мати гарне виховання, досконало знати, як готувати та подавати страви; куховарства вчили мама, бабуся.
Після закінчення гімназії Дарія Маркевич вступила до педагогічного семінару Українського педагогічного товариства (1923—1927, «Рідної Школи») у Коломиї. Товаришувала з Іриною Вільде, яка і порадила їй занотовувати рецепти та згодом видати книжку. У часи навчання грала на флейті в оркестрі Коломийського педагогічного семінару. Спершу, на прохання батька, грала на скрипці. Будучи студенткою, прийшла у симфонічний оркестр, виявилося, що там потрібна флейтистка. Паралельно грала на флейті, була у складі оркестру семінару, де вчилася.
Улюблений предмет — біологія. Оскільки педагогічний семінар давав право вчителювати, то Дарія Маркевич у скорому часі працювала вчителькою біології в одній зі шкіл під Львовом.
З майбутнім чоловіком, молодим викладачем української гімназії «Рідної Школи» — Левом Цвєком, познайомилася на вечорницях Львівської політехніки.
Разом із чоловіком переїхала з-під Львова на Тернопільщину, вчителювала в містечку Чорткові, селі Солоному, а потім родина оселилася у Станиславові (нині — Івано-Франківськ). Мешкала на вулиці Голуба (2010 року Івано-Франківська міська рада перейменувала вулицю на її честь).
Померла у травні 2004 року.

## Твори
Авторка бестселерів
- «Солодке печиво»,
- «До святкового столу»,
- «У будні та свята»,
- «Для гостей і сім'ї»,
- «Нашим найменшим»,
- «На добрий вечір»,
- «Дітям і батькам» тощо.

Книгу «Солодке печиво» перевидавали дев'ять разів. Ця книжка, доповнена рецептами пирогів з солоною начинкою та напоїв, видавалася під назвою «Домашнє печиво».
Збірка рецептів та порад «Малятам і батькам» (Львів: Видавництво Старого Лева) була визнана «Книгою року-2002».
«Солодке печиво» в черговий раз було перевидано 2013 року (Львів: Видавництво Старого Лева). Книжка потрапила до списку «Лідери літа» за версією Всеукраїнського рейтинґу «Книжка року'2013».